# Hoz de Marín

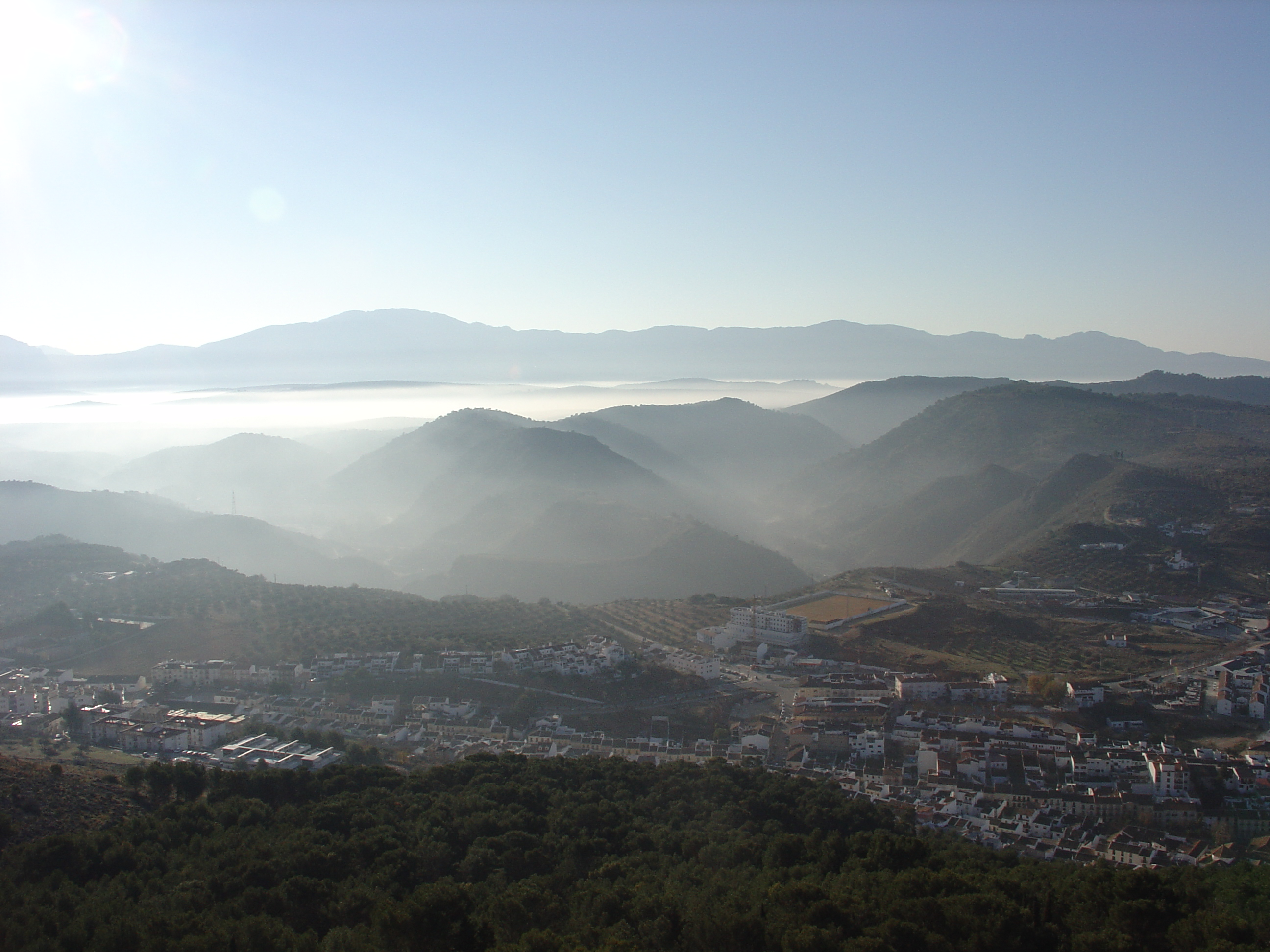
Vista de la hoz desde Archidona.

La Hoz de Marín es un desfiladero con forma de hoz, excavado por el arroyo Marín y situado en el término municipal de Archidona en la provincia de Málaga, comunidad autónoma de Andalucía, España. Tiene una superficie aproximada de 662 ha de terrenos arcillosos principalmente.
Se trata de un espacio de interés ecológico, que acoge un bosque de pino carrasco autóctono y alberga numerosas especies protegidas, entre las que destacan el águila perdicera, el búho real, el azor y el rabilargo, además de mamíferos como la jineta y la garduña. El bosque de ribera se compone de álamo blanco y negro, fresno de hoja estrecha, olmo común, majuelo, rosal silvestre y zarza común. Las laderas del cañón se componen de matorral mediterráneo como matagallo, romero, tomillo, cistáceas, hiniestas y retama.